# لایتون ماکسول
لایتون ماکسول (انگلیسی: Layton Maxwell؛ زادهٔ ۳ اکتبر ۱۹۷۹) بازیکن فوتبال اهل بریتانیا است.
از باشگاه‌هایی که در آن بازی کرده‌است می‌توان به باشگاه فوتبال کاردیف سیتی، باشگاه فوتبال لیورپول، باشگاه فوتبال سوانزی سیتی، باشگاه فوتبال استوک‌پورت کانتی، و باشگاه فوتبال منزفیلد تاون اشاره کرد.
وی همچنین در تیم ملی فوتبال زیر ۲۱ سال ولز بازی کرده‌است.
او به اتهام قاچاق مواد مخدر محکوم و حکم او هشت سال زندان اعلام شد. لیتون مکسول در دادگاه اتهام خود مبنی بر شرکت در قاچاقی 8 میلیون یورویی را پذیرفت.